# Kanton Châtillon-sur-Loire
Kanton Châtillon-sur-Loire (francouzsky Canton de Châtillon-sur-Loire) je francouzský kanton v departementu Loiret v regionu Centre-Val de Loire. Tvoří ho šest obcí.

## Obce kantonu
- Autry-le-Châtel
- Beaulieu-sur-Loire
- Cernoy-en-Berry
- Châtillon-sur-Loire
- Pierrefitte-ès-Bois
- Saint-Firmin-sur-Loire